# Sainte-Dode
Sainte-Dode (gaskognisch Senta Dora) ist eine französische Gemeinde mit 227 Einwohnern (Stand 1. Januar 2022) im Département Gers in der Region Okzitanien (bis 2015 Midi-Pyrénées); sie gehört zum Arrondissement Mirande und zum Gemeindeverband Astarac Arros en Gascogne. Die Bewohner nennen sich Sainte-Dodais/Sainte-Dodaises.

## Geografie
Sainte-Dode liegt auf einer Hochfläche zwischen den Flusstälern von Osse und Baïse, rund elf Kilometer südwestlich von Mirande und 31 Kilometer nordöstlich von Tarbes im Süden des Départements Gers. Die Osse bilder die westliche und die Baïse die östliche Gemeindegrenze. Die Gemeinde besteht aus Weilern, zahlreichen Streusiedlungen und Einzelgehöften. Nachbargemeinden sind Bazugues im Norden, Saint-Michel im Norden und Nordosten, Montaut im Osten und Südosten, Mont-de-Marrast im Süden, Sadeillan im Süden sowie Miélan im Westen und Nordwesten.

## Geschichte
Der Graf von Astarac gründete hier im Jahr 1034 eine (heute verschwundene) Abtei. Im Mittelalter lag die Gemeinde in der Kastlanei Moncassin der Grafschaft Astarac in der historischen Landschaft Gascogne und teilte deren Schicksal. Sainte-Dode gehörte von 1793 bis 1801 zum District Mirande. Seit 1801 ist die Gemeinde dem Arrondissement Mirande zugeteilt und gehörte von 1793 bis 2015 zum Wahlkreis (Kanton) Miélan.

## Bevölkerungsentwicklung
| Jahr                       | 1962 | 1968 | 1975 | 1982 | 1990 | 1999 | 2006 | 2011 | 2020 |
| Einwohner                  | 354  | 322  | 285  | 260  | 264  | 238  | 232  | 223  | 212  |
| Quellen: Cassini und INSEE |      |      |      |      |      |      |      |      |      |

## Sehenswürdigkeiten
- Kirche Sainte-Dode
- ehemalige reformierte Kirche (Temple protestant)
- Madonnenstatue
- fünf Wegkreuze
- Denkmal für die Gefallenen[3]

## Verkehr
Die wichtigste regionale Verbindung ist die D939. Die D127 ist die wichtigste lokale Verkehrsverbindung.